# Mörttjärnarna (Burträsks socken, Västerbotten)
Mörttjärnarna är en sjö i Skellefteå kommun i Västerbotten och ingår i Rickleåns huvudavrinningsområde. Mörttjärnarna ligger i Jättungsmyran Natura 2000-område.